# Esqualodelfínids
Els esqualodelfínids (Squalodelphinidae) són una família extinta de cetacis odontocets que tingueren una distribució cosmopolita entre l'Oligocè superior i el Miocè mitjà. Se n'han trobat restes fòssils a Alemanya, l'Argentina, els Estats Units, França, Itàlia, el Japó, Mèxic, Nova Zelanda, el Perú, Suïssa i Veneçuela. La seva àmplia distribució no ha impedit que siguin poc comuns en el registre fòssil. Eren cetacis de mida mitjana dotats de dents còniques que haurien pogut recordar les dels dofins d'avui en dia.